# Les Allymes
Les Allymes est un hameau d'Ambérieu-en-Bugey dans l'Ain.

## Histoire
C'est également une ancienne commune française du département de l'Ain ; commune éphémère érigée à la Révolution française, elle est supprimée avant 1794 et rattachée à Ambérieu.
Sur le site existe un château, le château des Allymes (dans le petit écart de Brey de Vent), repris par la commune d'Ambérieu-en-Bugey et largement restauré dans les années 1990.
C'est dans ce manoir que mourut vers 1615  l'éminent diplomate savoisien René de Lucinge (ou de Lusinge), sieur des Alymes, signataire, pour le duc Charles-Emmanuel Ier, du traité de Lyon de 1601 par lequel le Bugey et la Bresse furent cédés à la France, et auteur notamment du fameux traité de science politique De la naissance, durée et cheute des Estats (Paris, Orry, 1588).

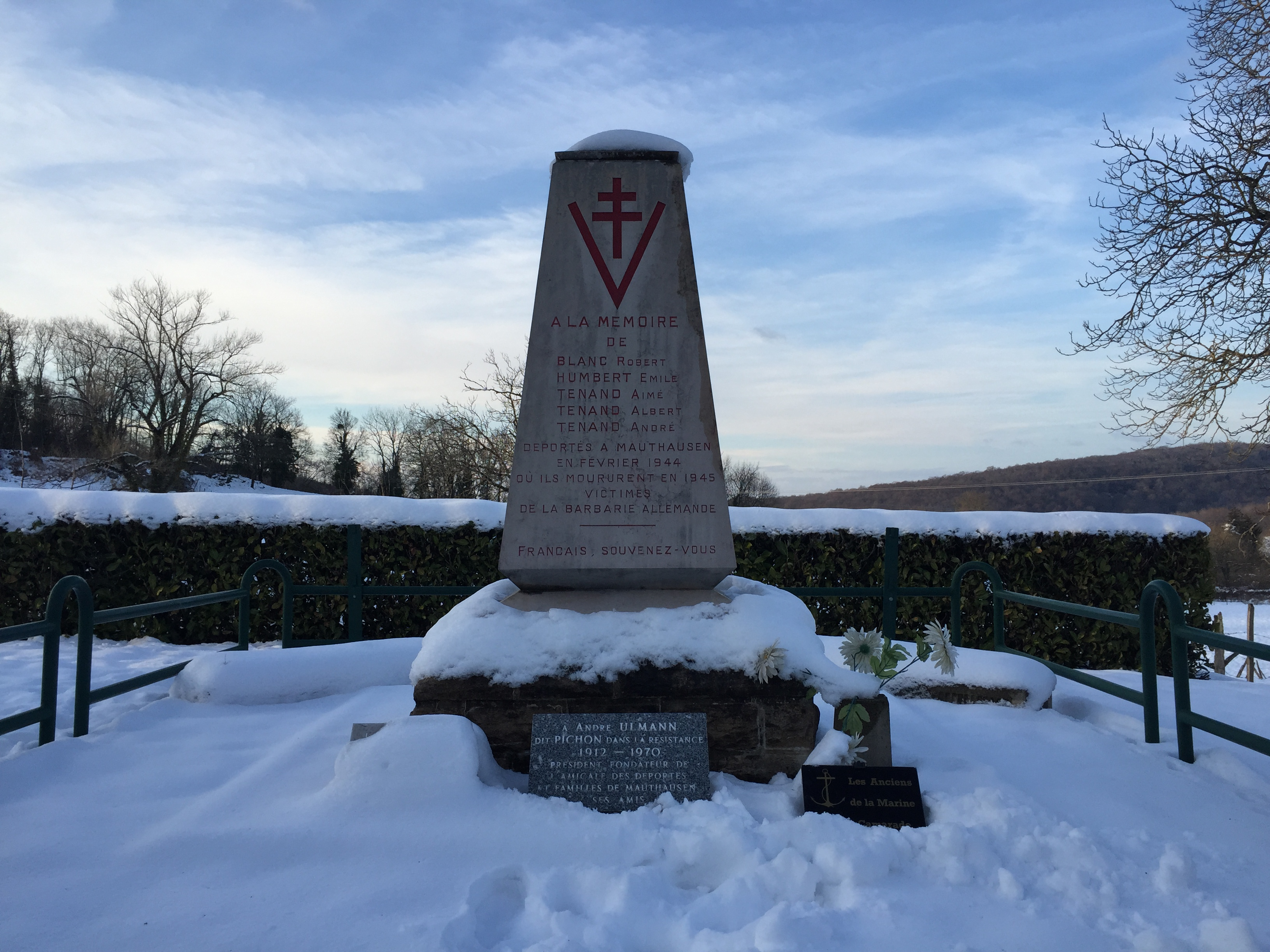
Mémorial de la Seconde Guerre mondiale.
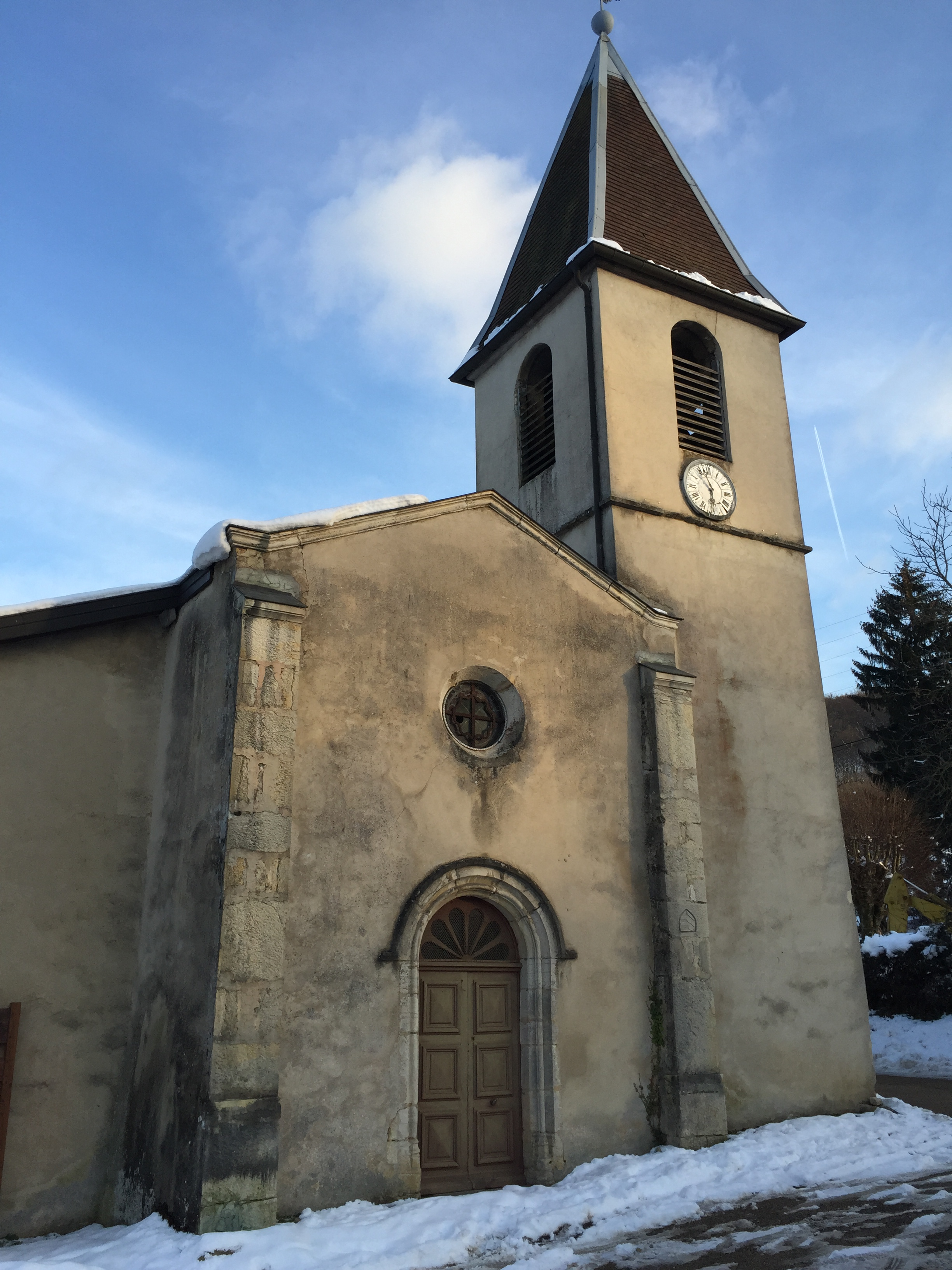
L'église des Allymes.

## Roger Vailland aux Allymes
Après son retour d'Italie en 1951 et jusqu'en 1954, Roger Vailland réside dans ce hameau. Il s'y était établi avec sa future épouse Élisabeth Naldi dans une vieille maison prêtée par un ami.
De ses reportages dans la vallée de l'Albarine toute proche naquit son roman Beau Masque et on retrouve la gare d'Ambérieu dans un autre roman Un jeune homme seul. Dans les articles qu'il publiait alors pour des journaux tels que Action ou La Tribune des nations, il a évoqué son séjour aux Allymes et la vie à la campagne telle qu'elle était à l'époque. Certains de ces articles ont été publiés en 1984 par sa femme Élisabeth et René Ballet dans un recueil intitulé Chronique d'Hiroshima à Goldfinger tome II.

## Sources
- Des villages de Cassini aux communes d'aujourd'hui, « Notice communale : Les Allymes », sur ehess.fr, École des hautes études en sciences sociales.